# Parque Quase-Nacional Kōya-Ryūjin
O Parque Quase-Nacional Koya-Ryujin é um parque quase-nacional localizado nas prefeituras japonesas de Nara e Wakayama. Estabelecido em 23 de março de 1967, tem uma área de 19 198 hectares.